# Gesang vom Albigenserkreuzzug

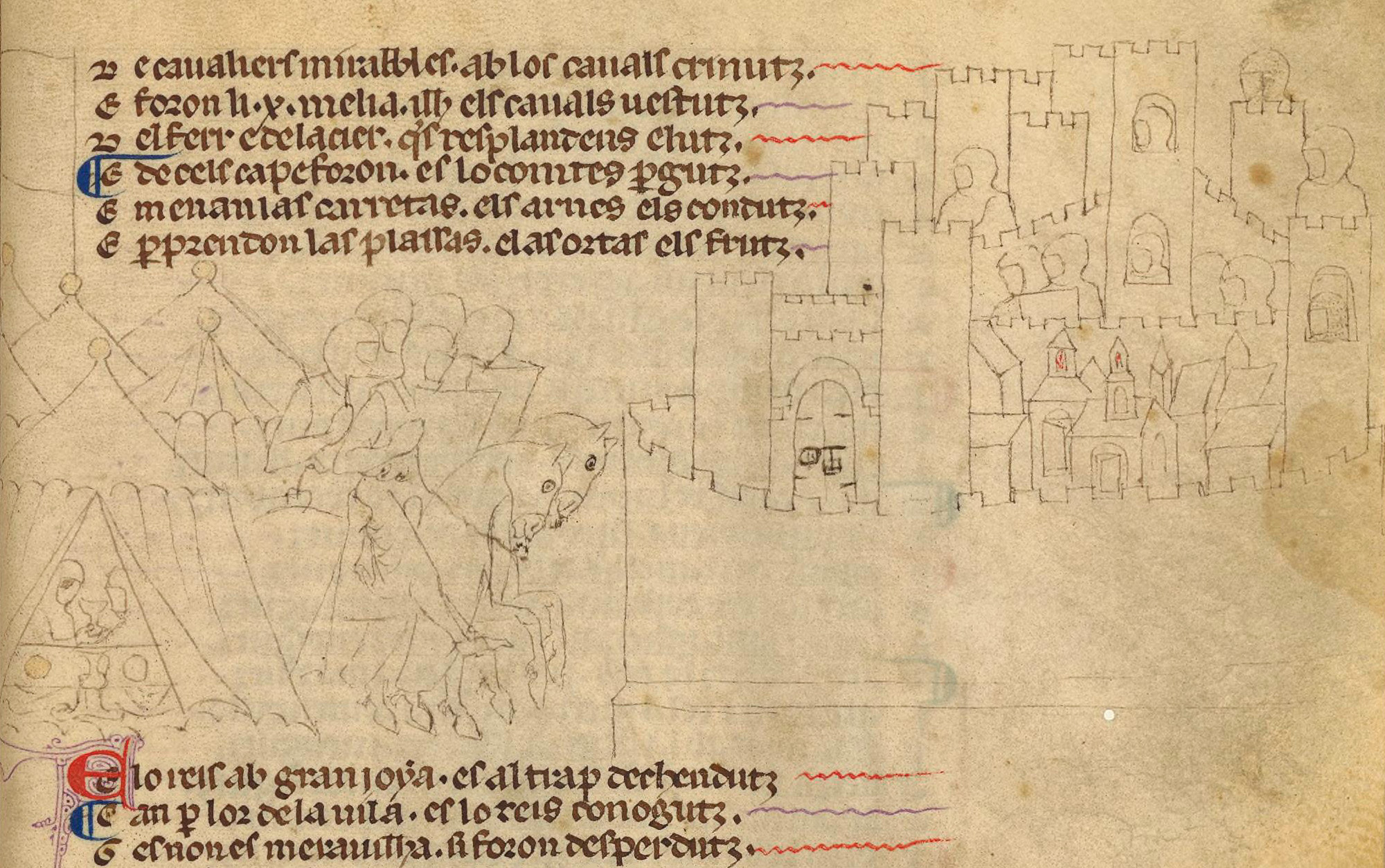
Manuskriptseite mit der Einnahme von Marmande

Der Gesang vom Albigenserkreuzzug (okzitanisch Canso oder Cançon de la Crosada) ist die Handschrift eines Poems von 9578 Versen und wurde von zwei Autoren in okzitanischer Sprache zwischen 1208 und 1218 verfasst. Es beschreibt die Geschehnisse in Okzitanien nach der Invasion der Kreuzfahrer im Languedoc unter Simon de Montfort.

## Autoren
- Wilhelm von Tudela war der Autor der ersten 2772 Verse (130 Gesänge). Er war ein Priester aus Tudela, Navarra, der sich in Montauban niedergelassen hatte. Als Mann der Kirche war er positiv zu den Kreuzrittern eingestellt, obwohl er die blutigen Belagerungen von Béziers und von Lavaur verurteilte. Gegen 1212, als die Kreuzfahrer sich Montauban näherten, marschierte Wilhelm nach Bruniquel, das sich unter der Herrschaft von Balduin von Toulouse befand, dessen jüngerer Bruder, Raymond VI. von Toulouse, unter den Bann der Kreuzfahrer gefallen war. Der erste Teil der Erzählung endet abrupt im Juli 1213.

- Ein Anonymus ist der Autor des zweiten Teils mit über 6800 Versen. Dieser unbekannte Autor schuf ein Werk von poetischer Qualität und sprachlicher Reinheit. Obwohl katholisch, wurde er allmählich ganz antiklerikal. Er ist völlig gegen den Kreuzzug und verteidigt Ehre, Wertvorstellungen und Koexistenz der mittelalterlichen okzitanischen Gesellschaft. Er erzählt Episoden zwischen 1213 und 1218: die Schlacht bei Muret, das Laterankonzil, Belagerung und Einnahme von Beaucaire, die Revolte von Toulouse und die Schlacht von Baziège. Der zweite Teil ist eine der wichtigsten Arbeiten für das Verständnis dieser Periode der Geschichte der Albigenser.